# Jan Stanisław Niewieściński
Jan Stanisław Niewieściński herbu Przegonia – starosta mławski, poseł województwa pomorskiego na sejm konwokacyjny 1696 roku.
W 1696 roku był komisarzem do traktowania z wojskiem skonfederowanym po śmierci Jana III Sobieskiego. Po zerwanym sejmie konwokacyjnym 1696 roku przystąpił 28 września 1696 roku do konfederacji generalnej.